# Pseudopsolus ferrari
Pseudopsolus ferrari is een zeekomkommer uit de familie Cucumariidae.
De wetenschappelijke naam van de soort werd in 1908 gepubliceerd door Francis Jeffrey Bell.